# 熊会琰
熊会琰（？—？），安徽潜山人，清朝政治人物。
熊会琰曾于1742年接替邹玉章任华亭县知县一职，1742年由陳蓉纕接任。